# Ashleigh Gentle
Ashleigh Gentle (25 febbraio 1991) è una triatleta australiana.

## Carriera
Si è laureata campionessa del mondo di triathlon - categoria junior - ai mondiali di Budapest in Ungheria.
Nel 2007 partecipa ai mondiali di Amburgo, nella categoria junior, classificandosi con un tempo finale di 0:59:54 al 2º posto assoluto alle spalle della britannica Hollie Avil (0:59:43) e davanti alla tedesca Rebecca Robisch (1:00:10).
Nel 2008 vince i Campionati d'Oceania a Taupo, nella stessa categoria, con un tempo di 1:04:04, davanti alle due connazionali Holly Aitken (1:05:34) e Meg Russell (1:05:46). Ai mondiali di Vancouver dello stesso anno è nuovamente seconda, con un tempo di 1:04:43, dietro alla britannica Kirsty McWilliam (1:04:05) e davanti alla ungherese Zsofia Toth (1:04:47).
Nel 2009 alle Olimpiadi giovanili australiane si classifica al 4º posto a pochi secondi dal podio. Vince poi la gara élite di Singapore, circuito Premium Asian, si classifica 13º in quella di Pechino e arriva 4º alla gara di coppa d'Asia di Sendai. Ai Campionati d'Oceania di Gold Coast è 4° assoluta.
Nel 2010 si laurea campionessa del mondo di triathlon di Budapest con un tempo di 0:57:47 davanti alla tedesca Charlotte Bauer (0:58:52) e alla canadese Joanna Brown (0:59:07). Ai Campionati d'Oceania di Wellington è 3° assoluta con un tempo di 2:09:22 nella categoria under 23, alle spalle delle connazionali Emma Jackson (2:08:22) e Keira Pride (2:09:13). Ottiene un ottimo 2º posto assoluto - categoria junior - nella gara europea di Tiszaujvaros, ed in quella del circuito Premium Asia di Pechino, categoria élite.

## Titoli
- Campionessa del mondo di triathlon (Junior) - 2010